# Остара
Остара, или Эостра (др.-англ. Ēastre, др.-в.-нем. *Ôstara) — согласно реконструкциям мифологов, древнегерманское божество, предположительно связанное с приходом весны и пробуждением природы. Имя Эостры (Остары), в рамках этой концепции, носил месяц апрель в древнеанглийской и старогерманской традиции (др.-англ. Easter-mōnaþ, др.-в.-нем. Ōstar-mānod). Ряд исследователей возводит её к общеевропейской богине рассвета.
Первым высказал предположение о существовании этой богини нортумбрийский монах Беда Достопочтенный (673—735). Таким образом он спекулятивно пытался объяснить английское название Пасхи (англ. Easter) (и соответствующего месяца), разительно отличающееся от названий этого праздника в европейских языках.
В Германию название Пасхи (нем. Ostern) было принесено вместе с христианством англосаксонскими миссионерами, такими как святой Бонифаций.
Лишь в 1835 году мифолог Якоб Гримм предположил родство этих названий, но решил эту проблему не в пользу заимствования, а предположил существование древнегерманской языческой богини с индоевропейскими корнями — в рамках национал-романтического конструирования мифологии.

## Этимология
Со времён Якоба Гримма имя Эостры (Остары) традиционно связывается с прагерманским *austrōn «рассвет», восходящим к общеиндоевропейскому корню *h₂wes- «сиять, блистать». Производное от этой основы имя (реконструируемое как *h₂ewsṓs, в упрощённой записи *Ausōs) носила, по всей видимости, одна из главных богинь праиндоевропейского пантеона — богиня рассвета. К этому образу восходят греческая Эос (Ἕως, Ἠώς), римская Аврора (Aurora), латышская Аустра (Austra), литовская Аушрине (Aušrinė), ведийская Ушас (उषस्; uṣas). Из этой же основы образовалось общегерманское слово, означающее «восток» (англ. East, нем. Ost, голландск. Oost, швед. Öster; ср. лат. auster «юг» того же происхождения).

## Упоминания
Единственное в средневековых источниках упоминание об Эостре обнаруживается в сочинении Беды Достопочтенного «О счёте времен» (De temporum ratione), где он пишет:

Эостур-монат (Eosturmonath), [название которого] сегодня значит «пасхальный месяц», прежде звался так по имени их [англосаксов] богини Эостры (Eostre), во чью честь в этом месяце устраивался праздник. Ныне они зовут её именем пасхальное время (Paschale tempus), даруя радостям нового праздника старое, привычное название.
Оригинальный текст (лат.)
Eostur-monath, qui nunc Paschalis mensis interpretatur, quondam a Dea illorum quæ Eostre vocabatur, et cui in illo festa celebrabant nomen habuit: a cujus nomine nunc Paschale tempus cognominant, consueto antiquæ observationis vocabulo gaudia novæ solemnitatis vocantes

Позднее многие учёные сомневались в существовании такой богини в англосаксонском пантеоне, утверждая, что ни в одном другом источнике упоминаний о культе Эостры не встречается. Полемизируя с ними, Якоб Гримм писал в «Немецкой мифологии»:

Мы, немцы, и по сей день зовём апрель ostermonat; ôstarmânoth встречается ещё у Эйнхарда. Великий христианский праздник, который обычно празднуется в апреле или конце марта, называется в старейших древневерхненемецких текстах ôstarâ… Должно быть, в языческой религии имя Остара, как и англосаксонское Эостра, принадлежало великому божеству, почитание которого было столь сильно, что христианские проповедники смирились с этим именем и назвали им одно из своих главных торжеств. У всех соседних народов этот праздник носит имя, производное от греческого pascha; даже Ульфила пишет paska, не áustrô, хотя он мог знать это слово.
Гримм считал такие пасхальные обычаи, как раскрашивание яиц, разжигание костров, специальные праздничные игры и пляски рудиментами древнего языческого культа Остары. Сравнивая имя Остары с древневерхненемецким наречием ôstar, «выражавшим движение к восходящему солнцу», он делает вывод, что Остара была богиней «сияющей зари, восходящего солнца». Современные исследования по сравнительной мифологии и лингвистике в целом подтверждают это предположение.
В 1859 году венгерский археолог Георг Цапперт заявил, что обнаружил рукописную запись колыбельной песни на древневерхненемецком языке, в которой упоминалась Остара. Одна из строчек песни гласила: «Остара принесёт малышу / мёду и сладких яиц». Цапперт датировал запись IX или X веком. Сегодня большинство учёных считают эту находку подделкой.
С именем Эостры связывают названия некоторых британских населённых пунктов, таких как Истри (Eastry) в Кенте, Истри (Eastrea) в Кембриджшире и Истрингтон в Ист-Райдинг-оф-Йоркшир.
В 1958 году в Германии было обнаружено около 150 вотивных табличек рубежа I-II вв. н. э., посвящённых богиням, именуемым matronae Austriahenae. Многие исследователи связывают их с Эострой.

## Остара и пасхальные обычаи
Как уже показывалось выше, ещё в XIX веке многие учёные пытались связать народные пасхальные обычаи с дохристианскими традициями почитания Остары. Часто утверждается, что обычай красить яйца на Пасху имеет языческое происхождение и связан с культом Остары, но есть свидетельства, что эта традиция появилась у христиан ещё в Месопотамии. С Эострой связывается и образ пасхального зайца. Этнограф Чарльз Дж. Бильсон выделил в северноевропейской традиции целый ряд весенних обычаев и обрядов, в которых фигурировал заяц. «Была ли у британцев богиня Эостра или нет, — пишет он, — и какую именно роль играл заяц в её культе — неважно, но есть надёжные основания предполагать, что наделение этого животного сакральными свойствами уходит в глубь веков и, вероятно, оно был как-то связано с крупными весенними праздниками у древних обитателей британских островов». Некоторые утверждают, что зайцы, вероятно, были священными животными Эостры, подобно тому, как кошки были животными Фрейи.

## Остара в неоязычестве и популярной культуре
Остара или Эостра почитается во многих неоязыческих общинах. Её праздник обычно отмечают на весеннее равноденствие, часто используя при этом традиционную пасхальную символику. Иногда её отождествляют с Идунн, скандинавской богиней вечной молодости.
Именем Остары назван астероид (343) Остара.
В честь Остары были названы британская неофолк-группа Ostara, альбомы Eostre :zoviet*france (1984) и Ostara The Wishing Tree (2009).
Песни с названием «Ostara» есть у нидерландской группы Heidevolk, белорусской группы Forodwaith и чешской группы Deloraine.
Название «Ostara» носил немецкий националистический журнал начала XX века, основанный Йёргом Ланцем фон Либенфельсом.
В заключительной восьмой серии первого сезона телесериала «Американские боги», основанного на одноименном романе Нила Геймана, Остара представлена в лике Кристин Ченовет. В этой серии Один (Иэн МакШейн) и Тень, главные герои сериала, посещают на Пасху Старую Богиню весны и воскресения, Остару, которая успешно адаптировалась к новой эре, используя христианское празднование воскресения Христа, и создав союз с Богиней масс-медиа (Джиллиан Андерсон). Один заставляет её признать, что те, кто празднует Пасху, поклоняются Иисусу, а не ей, заставляя её присоединиться к его восстанию против Новых Богов.